# الكلية الفنية العسكرية (مصر)
الكلية الفنية العسكرية هي أحد الكليات العسكرية التي تخرج مهندسين عسكريين حاصلين علي بكالوريوس الهندسة لتوزيعهم علي مختلف تشكيلات القوات المسلحة لخدمة القوات المسلحة سواء في السلم أو الحرب تاسست عام 1958 وكانت تسمى الكلية العسكرية للعلوم وأديرت العملية التعليمية داخل الكلية بالتعاون مع الاكاديمية العسكرية بالتشيك .

## الشعار
شعار الكلية الفنية العسكرية (الايمان - العلم - العمل)

## الدراسة
عدد سنوات الدراسة 5 سنوات ميلادية يحصل بعدها الطالب على بكالوريوس الهندسة في أحد التخصصات التالية:
- شعبة العلوم الأساسية : وهذه الشعبة واحدة على جميع طلبة السنة الأولى (إعدادى) وتخص مواد (الفيزياء والرياضة) والرسم الهندسي والكيمياء.
- شعبة الهندسة الكهربية

وتنقسم إلى عدة أقسام :
1. قسم الرادار : وهذا القسم يختص بحماية سماء مصر من طائرات العدو في جميع الأوقات وهذا القسم يقوم بتخريج ضباط القوات المسلحة في الأسلحة الآتية : الدفاع الجوى / الأسلحة والذخيرة / القوات البحرية.
2. قسم توجيه الصواريخ : ويقوم هذا القسم بتعليم الطلبة كيفية توجيه الصواريخ تجاه طائرات العدو ويقوم بتخريج ضباط القوات المسلحة في أسلحة : الدفاع الجوى - الأسلحة والذخيرة - القوات البحرية
3. قسم كهرباء وعدادات الطائرات : يقوم بدراسة عدادات الطائرات.ويخرج ضباط للقوات الجوية فقط
4. قسم معدات إلكترونية : ويقوم بدراسة المعدات الإلكترونية داخل الطائرات وجميع أجهزة اللاسلكي والرادار والاتصال والملاحة علي الطائرة وهو يعتبر اشمل تخصص علي الطائرة.ويخرج ضباط للقوات الجوية فقط
5. قسم تأمين إلكتروني للطائرات : ويختص بدراسة الأجهزة التي تقوم بتوجيه الطائرات أثناء اقترابها من الممر وكذلك بعض الأجهزة الأرضية الخاصة بالتواصل مع الطيار أثناء الطلعة الجوية.ويخرج ضباط للقوات الجوية فقط
6. قسم تسليح الطائرات : يتم دراسة كيفية تسليح الطائرة.ويخرج ضباط للقوات الجوية فقط
7. قسم الاتصالات : ويقوم هذا القسم الحديث والمتطور في مجال الاتصالات بتخريج ضباط لسلاح الإشارة وواحد لسلاح القوات البحرية.
8. قسم الحاسب الآلى : ويقوم هذا القسم بتعليم الطلبة كيفية أن يصبح مهندس حاسبات. وذلك بإعطائهم دورات في البرمجة وفي مجال الهاردوير بالإضافة إلى دورات في مجال الشبكات ويعتبر من الاقسام المتميزة.
9. قسم الهندسة الطبية : وهذا القسم يعطى للطلبة كل ما هو حديث في مجال تكنولوجيا الأجهزة الطبية ويقوم هذا القسم بتخريج ضباط سلاح الخدمات الطبية ويعملون هؤلاء الضباط في
10. قسم الحرب الإلكترونية : وهذا القسم يخرج ضباط لسلاح الحرب الأليكترونية وهذا السلاح من مهامه عمل إعاقة وشوشرة على رادارات وأجهزة العدو ويعطى هذا القسم للطلبة كورسات في مجال الشوشرة والإعاقة.
11. قسم كهرباء قوى : وهذا القسم يعتبر يعمل في مجال (مولدات الطاقة) وهذا القسم يخرج ضباط لأسلحة (القوات الجوية / الدفاع الجوى/ أسلحة وذخيرة / مهندسين عسكريين / القوات البحرية).
12. قسم كهروبصريات : ويختص بدراسة جميع الأجهزة الكهروبصرية بالقوات المسلحة ويخرج ضباط لسلاح القوات البحرية واسلحة وذخيرة

- شعبة الهندسة الميكانيكية

1. قسم ميكانيكا الطائرات :

وهذا القسم يقوم بتعليم الطلبة كيفية ميكنة الطائرات في الغلاف الجوى وكيفية تكوينها كأجزاء رئيسية ويخرج ضباط للقوات الجوية فقط
1. قسم الصواريخ : يعطى هذا القسم للطلبة معلومات عن الصواريخ وميكانيكا الصواريخ ويخرج هذا القسم ضباط لسلاح الأسلحة والذخيرة.
2. قسم الأسلحة والذخيرة : ويعطى للطلبة معلومات أساسية لكيفية تكوين الأسلحة والذخائر ويخرج ضباط لقسم الأسلحة والذخيرة.
3. قسم المدرعات : ويعطى للطلبة معلومات الأساسية عن المدرعات ويخرج ضباط لسلاح المدرعات
4. قسم ميكانيكا القوى : ويعتبر هذا القسم من أهم الأقسام في حياتنا وهذا القسم يخرج ضباط لسلاح (القوات الجوية / الأسلحة والذخيرة / المهندسين العسكريين / القوات البحرية)
5. قسم السيارات : يخرج ضباط لسلاح المركبات وهو معروف ويخرج ( ضابط للقوات الجوية)
6. قسم هندسة الطباعة : يعطى للطلبة معلومات الأساسية عن الطباعة ويخرج ضباط لسلاح المهندسين العسكريين.( قسم غير دائم بالكلية)
7. قسم المعدات الميكانيكية : يعطي الطلبة معلومات أساسيه عن المعدات الميكانيكية والمعدات الثقيلة(معدات الجرف والحفارات واللاوادر ,,,,,,الخ)ويخرج ضباط لسلاح المهندسين العسكريين
8. قسم هندسه السفن

- شعبة الهندسة المدنية
- شعبة الهندسة المدنية المعمارية
- شعبة الهندسة الكميائية

1. قسم الحرب الكيماوية: ويعطى هذا القسم معلومات عن المواد الكيميائية التي تستخدم في الحروب وكيفية تطهير أفراد الجيش من المواد الكيماوية ويخرج ضباط لسلاح (الحرب الكيميائية).
2. قسم المفرقعات والوقود الصاروخي: ويعطى هذا القسم معلومات عن القنابل والمفرقعات وتصنيع وقود الصواريخ ويخرج ضباط لسلاح (المهندسين العسكريين والأسلحة والذخيرة).
3. قسم الهندسة النووية: تم انشائه حديثا بالكلية ويختص بدراسة الهندسة النووية

## المؤهل
يحصل الخريجين على درجة البكالوريوس في الهندسة في أحد الفرع الأتية: (الميكانيكا / الكهرباء / الكيمياء / المدني / العمارة). ويمنح رتبة ملازم أول مهندس. وشهادة اتمام الدراسة العسكرية .
يسمح لخريجــى الكلية بإستكمال الدراسات العليا في الهندسة (دبلوم / ماجستير / دكتوراة) بكليات الهندسة في الجامعات المصرية.

## الطلبة الوافدين
يوجد أكثر من 300 طالب من الدول العربية الشقيقة تخرجوا من الكلية الفنية العسكرية ( فلسطين - ليبيا - البحرين - السودان- الكويت - اليمن -العراق - قطر -الأردن - الإمارات - سوريا - تنزانيا - الصومال- زيمبابوى )

## مديري الكلية
| الرقم | الاسم                      | الفترة                        | القائد العام              | الفرع     | أعلى رتبة   | ملاحظات |
| ----- | -------------------------- | ----------------------------- | ------------------------- | --------- | ----------- | ------- |
| 1     | محمد إبراهيم سليم          | 27 أكتوبر 1957 21 سبتمبر 1971 | محمد نجيب                 |           | فريق        | [ 2 ]   |
| 1     | محمد إبراهيم سليم          | 27 أكتوبر 1957 21 سبتمبر 1971 | عبد الحكيم عامر           |           | فريق        | [ 2 ]   |
| 1     | محمد إبراهيم سليم          | 27 أكتوبر 1957 21 سبتمبر 1971 | محمد فوزي                 |           | فريق        | [ 2 ]   |
| 1     | محمد إبراهيم سليم          | 27 أكتوبر 1957 21 سبتمبر 1971 | محمد صادق                 |           | فريق        | [ 2 ]   |
| 2     | إبراهيم السيد عبد النبي    | 22 سبتمبر 1971 27 أكتوبر 1972 |                           | لواء      | [ 2 ]       |         |
| 2     | إبراهيم السيد عبد النبي    | 22 سبتمبر 1971 27 أكتوبر 1972 | أحمد إسماعيل علي          | لواء      | [ 2 ]       |         |
| 1 (2) | محمد إبراهيم سليم          | 28 أكتوبر 1972 13 فبراير 1975 |                           | فريق      | [ 2 ]       |         |
| 1 (2) | محمد إبراهيم سليم          | 28 أكتوبر 1972 13 فبراير 1975 | محمد عبد الغني الجمسي     | فريق      | [ 2 ]       |         |
| 3     | عبد الحميد شوقي شريف       | 13 فبراير 1975 31 ديسمبر 1979 |                           | لواء      | [ 2 ]       |         |
| 3     | عبد الحميد شوقي شريف       | 13 فبراير 1975 31 ديسمبر 1979 | كمال حسن علي              | لواء      | [ 2 ]       |         |
| 4     | مدحت محمد مصطفى            | 1 يناير 1980 30 يونيو 1982    |                           | لواء      | [ 2 ]       |         |
| 4     | مدحت محمد مصطفى            | 1 يناير 1980 30 يونيو 1982    | أحمد بدوي                 | لواء      | [ 2 ]       |         |
| 4     | مدحت محمد مصطفى            | 1 يناير 1980 30 يونيو 1982    | محمد عبد الحليم أبو غزالة | لواء      | [ 2 ]       |         |
| 5     | إبراهيم سالم               | 1 يوليو 1982 30 يونيو 1984    |                           | لواء      | [ 2 ]       |         |
| 6     | فاروق الحكيم               | 1 يوليو 1984 31 ديسمبر 1986   | لواء                      |           | [ 2 ]       |         |
| 7     | محمد خلوصى إسماعيل         | 1 يناير 1987 30 يونيو 1990    |                           | لواء      | [ 2 ]       |         |
| 7     | محمد خلوصى إسماعيل         | 1 يناير 1987 30 يونيو 1990    | يوسف صبري أبو طالب        | لواء      | [ 2 ]       |         |
| 8     | محمد رضا عزوز              | 1 يوليو 1990 14 ديسمبر 1992   |                           | لواء      | [ 2 ] [ 3 ] |         |
| 8     | محمد رضا عزوز              | 1 يوليو 1990 14 ديسمبر 1992   | محمد حسين طنطاوي          | لواء      | [ 2 ] [ 3 ] |         |
| 9     | نبيل عبد اللطيف الديب      | 15 ديسمبر 1992 9 يونيو 1995   |                           | لواء      | [ 2 ]       |         |
| 10    | محمد سامي جمال الدين       | 10 يونيو 1995 18 يونيو 2000   |                           | لواء      | [ 2 ] [ 4 ] |         |
| 11    | محمد بهاء الدين الريس      | 19 يونيو 2000 18 ديسمبر 2000  |                           | لواء      | [ 2 ]       |         |
| 12    | سلمان العزب الشمارقة       | 19 ديسمبر 2000 19 ديسمبر 2004 |                           | لواء      | [ 2 ] [ 5 ] |         |
| 13    | عبد الرحمن حنفي البردويني  | 20 ديسمبر 2004 17 ديسمبر 2008 |                           | لواء      | [ 2 ] [ 6 ] |         |
| 14    | إسماعيل عبد الغفار إسماعيل | 18 ديسمبر 2008 25 أكتوبر 2011 |                           | لواء      | [ 2 ] [ 7 ] |         |
| 15    | علاء الدين محمد فهمي       | 26 أكتوبر 2011 30 ديسمبر 2013 |                           | لواء      | [ 2 ] [ 8 ] |         |
| 15    | علاء الدين محمد فهمي       | 26 أكتوبر 2011 30 ديسمبر 2013 | عبد الفتاح السيسي         | لواء      | [ 2 ] [ 8 ] |         |
| 16    | مصطفي محمد عبد الوهاب      | 1 يناير 2014 31 ديسمبر 2018   |                           | لواء      | [ 2 ] [ 9 ] |         |
| 16    | مصطفي محمد عبد الوهاب      | 1 يناير 2014 31 ديسمبر 2018   | صدقي صبحي                 | لواء      | [ 2 ] [ 9 ] |         |
| 16    | مصطفي محمد عبد الوهاب      | 1 يناير 2014 31 ديسمبر 2018   | محمد زكي                  | لواء      | [ 2 ] [ 9 ] |         |
| 17    | جمال أحمد النشار           | 1 يناير 2019 1 يوليو 2020     | القوات البحرية المصرية    | لواء بحري |             |         |
| 18    | إسماعيل محمد كمال          | 2 يوليو 2020 يناير 2024       |                           | لواء      |             |         |
| 19    | معتز إبراهيم نور الدين     | يناير 2024 يناير 2025         |                           | لواء      |             |         |
| 20    | أشرف ضياء الدين البيومي    | يناير 2025 حتى الأن           | عبدالمجيد صقر             |           | لواء        |         |
|       |                            |                               |                           |           |             |         |